# Rhaebo ecuadorensis
Rhaebo ecuadorensis es una especie de anfibio anuro de la familia Bufonidae.

## Distribución geográfica
Esta especie se encuentra entre los 215 y 1100 m sobre el nivel del mar en la Amazonía en:
- el sureste de Colombia;
- el este de Ecuador;
- el este del Perú;
- el noreste de Colombia;
- el oeste de Brasil.[1]

## Descripción
Rhaebo ecuadorensis mide no incluida la cola de 92 a 127 mm para machos. La única espécimen hembra estudiada mide 156 mm, con la cola no incluida.

## Etimología
El nombre de la especie está compuesto de ecuador y del sufijo latino -ensis que significa "que vive, que habita", y le fue dado en referencia al lugar de su descubrimiento.

## Publicación original
- Mueses-Cisneros, Cisneros-Heredia & McDiarmid, 2012: A new Amazonian species of Rhaebo (Anura: Bufonidae) with comments on Rhaebo glaberrimus (Günther, 1869) and Rhaebo guttatus (Schneider, 1799). Zootaxa, n.º 3447, p. 22-40.[2]